# Гератское ханство
Гератское ханство — феодальное государство, существовавшее на Среднем Востоке с 1793 по 1863 годы.

## История
Город Герат и одноимённая провинция имели важное значение с древних времён, располагаясь на Великом шёлковом пути. Укреплённый город появился здесь на рубеже I тысячелетия до нашей эры. Герат постоянно становился объектом завоеваний: греками, арабами, сельджуками, туркменами, монголами, узбеками. В 1610 году провинция вошла в состав Персии, которая владела ей до 1775 года. Затем по результатам афгано-персидской войны ханство оказалось в зависимости от Афганистана.
После смерти в 1793 году Тимур-шаха, правителя Дурранийской империи, на престол взошёл его сын, Заман-хан. Однако его братья, в том числе правитель Герата Махмуд-шах, не признали первенство Заман-хана. Махмуд-шах объявил о независимости Гератского ханства и выступил против Заман-хана. С 1801 по 1804 годы Махмуд-шах владел Кабулом, затем был свергнут и заточён в тьюрьму, но совершил побег и вновь в 1809 году захватил шахский трон. Однако в 1818 году Дост-Мухаммад-хан захватил Кабул, Пурдиль-хан — Кандагар, а Мухаммад Азим-хан — Пешавар. Независимое Гератское ханство осталось последней вотчиной династии Дуррани. Махмуд-шах правил с 1818 по 1828 годы, пока его не сверг сын Камран-шах.
За 12 лет правления Камран-шаха ханством неоднократно пытались овладеть персы, но безуспешно. Особенно сильной была осада Герата в 1837 году. Персидский шах Магомед привёл к городу 30-тысячную армиею с 60 орудиями. Осада продолжалась 9,5 месяцев и была снята по настоянию британцев. В 1840 году Камран-шах был убит, на трон взошёл визирь Яр-Мухаммад-хан Алькозай.
С 1837 по 1841 годы в Герате самым напряжённым образом столкнулись интересы ещё двух держав: России и Англии. Обе страны стремились развивать собственную торговлю со странами региона и препятствовать конкурентам. С этой целью велась дипломатическая борьба за влияние как в Персии, так и в Афганистане, и Гератское ханство оказалось в самом центре этой борьбы. В результате дипломатических усилий Герат сохранил относительную независимость, а Персия и Афганистан пришли к компромиссу.
Новые военные кампании против Герата были начаты только в 1850-е годы. В 1852 году Герат осадил кабульский эмир Дост-Магомед-хан, а 1856 новая попытка овладеть Гератом была предпринята персами, однако оказалась неудачной из-за вмешательства англичан. На короткое время овладев городом, они вынуждены были его оставить по условиям мирного договора. Окончательное завоевание Гератского ханства произошло в 1863 году: Дост-Магомед-хан после десятимесячной осады овладел городом и присоединил ханство к своим владениям. Последний краткий период независимости Гератского ханства пришёлся на правление Якуб-хана (1871—1874).

## Правители
Герат (1818 - 1863).
- 1. Камран-хан ибн Махмуд (1818 - 42, факт. с 1809).
- 2. Яр Мухаммед-хан Алькозай (1842 - 51).
- 3. Сейид Мухаммед-хан, сын (1851 - 56).
- 1856 - 1857 персидская оккупация.
- 4. Султан Ахмад-хан Баракзай (1857 - 63).
- 1863 к Афганистану.[5]